# 231

231(이백삼십일)은 230보다 크고 232보다 작은 자연수다.

## 수학
- 합성수로, 그 약수는 1, 3, 7, 11, 21, 33, 77, 231이다. 진약수의 합은 153이므로, 231은 부족수다.
- 22번째 쐐기수다. 앞의 쐐기수는 230, 다음 쐐기수는 238이다.
  - 4번째 홀수 쐐기수다. 앞의 홀수 쐐기수는 195, 다음은 255다.
- 21번째 삼각수다. 앞의 삼각수는 210, 다음 삼각수는 253이다.
- 7번째 팔면체수다. 앞의 팔면체수는 146, 다음은 344다.
- {\displaystyle 231=2^{8}-5^{2}}
- {\displaystyle 34^{2}-1}은 231로 나누어떨어진다.

## 과학
- 우라늄-231(U-231): 우라늄의 동위 원소.
- NGC 231: 큰부리새자리 방향에 있으며, 소마젤란 은하에 속한 산개성단.

## 교통

### 철도
- 서울 지하철 2호선 신대방역의 역번호.
- 부산 도시철도 2호선 구남역의 역번호.
- 대구 도시철도 2호선 경대병원역의 역번호.

### 도로
- 고속도로 및 국도
  - 유럽 고속도로 231호선(영어판): 네덜란드 암스테르담에서 아메르스포르트까지 이어지는 유럽 고속도로.
  - 일본 231번 국도(일본어판): 홋카이도 삿포로시 기타구에서 루모이시까지 이어지는 일본의 국도.
- 기타 도로
  - 현도 제231호선

## 군사
- U-231(영어판, 독일어판): 제2차 세계 대전에 사용된 나치 독일의 군용 잠수함.

## 문화유산
- 대한민국의 국보 제231호: 전 영암 거푸집 일괄
- 대한민국의 보물 제231호: 여주 신륵사 보제존자석종 앞 석등
- 대한민국의 사적 제231호: 홍성 홍주읍성

## 방송
- 지니 TV의 가톨릭평화방송 채널 번호.
- B tv의 빌리어즈TV 채널 번호.
- U+ TV의 오르페오 채널 번호.
- LG헬로비전의 EBS 플러스 1 채널 번호.
- B tv 케이블의 미국 경제 방송인 블룸버그 TV 채널 번호.

## 기타
- 연도: 231년, 기원전 231년